# Игра на выживание (фильм, 2012)
«Игра на выживание» (англ. Gone) — триллер режиссёра Эйтора Далии по сценарию Эллисон Барнетт, в главной роли Аманда Сейфрид. Премьера в России состоялась 23 февраля 2012 года.

## Сюжет
Живущую в Портленде Джиллиан Конвэй похищает посреди ночи из дома некий серийный убийца, который сажает её в глубокую яму где-то в парке Форест-Парк. На дне ямы Джилл с ужасом обнаруживает человеческие кости — она явно не первая, кого похитил маньяк. Вооружившись костью одного из скелетов, Джилл дожидается, когда маньяк спускается в яму по верёвочной лестнице, бьёт его костью и сбегает. Полиция, однако, не находит ни маньяка, ни яму. А тут ещё выясняется, что Джилл какое-то время находилась в психушке после гибели родителей, из чего полиция делает вывод, что ей всё привиделось, и Джилл отправляют обратно в психушку.
Год спустя Джилл, вышедшая из лечебницы, методично обшаривает Форест-Парк сектор за сектором, будучи твёрдо намеренной доказать свою правоту, но пока её поиски безуспешны. Однажды, вернувшись домой, она обнаруживает отсутствие её сестры Молли. Зная её распорядок дня и услышав от друзей Молли, что та нигде не появлялась в последнее время, Джилл с ужасом понимает, что Молли похитили. И, по её мнению, это явно сделал тот самый маньяк. Однако в полиции к заявлению Джилл относятся скептически. В отчаянии девушка решает сама провести собственное расследование, что совсем не просто: полиция идёт за ней по пятам, так как стремление Джилл найти сестру власти расценивают как социально-опасное поведение. А между тем, девушке ещё предстоит встреча с самим маньяком.

## В ролях
- Аманда Сейфрид — Джилл
- Дэниэл Санжата — Пауэрс
- Дженнифер Карпентер — Шэрон Эймс
- Себастиан Стэн — Билли
- Уэс Бентли — Питер Гуд
- Сократис Отто — Джим
- Эмили Уикершем — Молли
- Джоэл Дэвид Мур — Ник Мэсси
- Ник Сирси — мистер Миллер
- Кэтрин Мённиг — Эрика Лонгдейл
- Майкл Паре — лейтенант Рэй Боузман
- Джордан Фрай — Джок
- Тед Руни — Генри Мэсси
- Эрин Каруфел — офицер Эш
- Сьюзен Хесс — доктор Мира Андерс
- Джанин Джексон — миссис Сермак

## Съёмки
Съёмки фильма проходили в Портленде.

## Оценки

### Критика
На сайте Rotten Tomatoes фильм имеет рейтинг 10% на основании 67 рецензий критиков, со средним баллом 3,4 из 10. Критический консенсус сайта гласит: «медленный, традиционный триллер, который становится хуже из-за его сценария и рейтинга». 
На сайте Metacritic картина набрала 36 баллов из 100, на основании 15 оценок, что указывает на «в целом неблагоприятные» отзывы. 

### Касса
Картина собрала 11 682 205 долларов во внутреннем прокате и 6 417 984 долларов в мировом прокате. Общие кассовые сборы фильма составили 18 100 189 долларов.